# 留德科尔斯
留德科尔斯，是西班牙加泰罗尼亚塔拉戈纳省的一个市镇。总面积20平方公里，总人口984人（2001年），人口密度49人/平方公里。